# Aeonium teneriffae
Aeonium teneriffae är en fetbladsväxtart som beskrevs av Paul V. Heath. Aeonium teneriffae ingår i släktet Aeonium och familjen fetbladsväxter. Inga underarter finns listade i Catalogue of Life.